# Менифи (округ)
Ме́нифи (англ. Menifee County) — округ в штате Кентукки, США. Официально образован в 1869 году. По данным переписи 2010 года, численность населения составляет 6306 человек.

## География
По данным Бюро переписи США, общая площадь округа равняется 533,541 км2, из которых 528,361 км2 суша и 5,957 км2 или 1,100 % это водоёмы.

## Население
По данным переписи населения 2000 года в округе проживает 6 556 жителей в составе 2 537 домашних хозяйств и 1 900 семей. Плотность населения составляет 12,00 человек на км2. На территории округа насчитывается 3 710 жилых строений, при плотности застройки около 6,90-ти строений на км2. Расовый состав населения: белые — 97,64 %, афроамериканцы — 1,37 %, коренные американцы (индейцы) — 0,12 %, азиаты — 0,03 %, гавайцы — 0,02 %, представители других рас — 0,14 %, представители двух или более рас — 0,69 %. Испаноязычные составляли 1,11 % населения независимо от расы.
В составе 32,00 % из общего числа домашних хозяйств проживают дети в возрасте до 18 лет, 62,40 % домашних хозяйств представляют собой супружеские пары проживающие вместе, 8,80 % домашних хозяйств представляют собой одиноких женщин без супруга, 25,10 % домашних хозяйств не имеют отношения к семьям, 22,10 % домашних хозяйств состоят из одного человека, 9,10 % домашних хозяйств состоят из престарелых (65 лет и старше), проживающих в одиночестве. Средний размер домашнего хозяйства составляет 2,49 человека, и средний размер семьи 2,88 человека.
Возрастной состав округа: 24,90 % моложе 18 лет, 10,10 % от 18 до 24, 28,10 % от 25 до 44, 25,20 % от 45 до 64 и 25,20 % от 65 и старше. Средний возраст жителя округа 36 лет. На каждые 100 женщин приходится 101,80 мужчин. На каждые 100 женщин старше 18 лет приходится 98,10 мужчин.
Средний доход на домохозяйство в округе составлял 22 064 USD, на семью — 26 325 USD. Среднестатистический заработок мужчины был 25 670 USD против 17 014 USD для женщины. Доход на душу населения составлял 11 399 USD. Около 23,40 % семей и 29,60 % общего населения находились ниже черты бедности, в том числе — 38,50 % молодёжи (тех, кому ещё не исполнилось 18 лет) и 23,40 % тех, кому было уже больше 65 лет.